# 甲西镇
甲西镇是中华人民共和国广东省汕尾市陆丰市下辖的一个乡镇级行政单位。

## 行政区划
城东街道下辖以下地区：
濠头村、新寨村、上堆村、博社村、西山村、海甲村、新饶村、新青村、双塘村、张厝村、范袁村、创新村、北池村、天湖村、大陂村、衡山村、横美村、客楼村、欧华村、康美村、政坑村和渔池村。

## 制毒
甲西镇有着良好的交通优势，处于深圳与汕头两个经济特区的腹地，南临南海，毗邻港澳，海岸线长约11公里，为制贩毒网络发展提供便利。其中下辖的博社村是涉毒严重的“第一大村”，全村逾2成家庭制贩毒。2013年12月29日凌晨，广东省公安厅对博社村采取了清剿行动。电视剧《破冰行動》改编自这次事件。